# Phryganidia californica
Phryganidia californica är en fjärilsart som beskrevs av Alpheus Spring Packard 1864. Phryganidia californica ingår i släktet Phryganidia och familjen tandspinnare. Inga underarter finns listade i Catalogue of Life.

## Bildgalleri

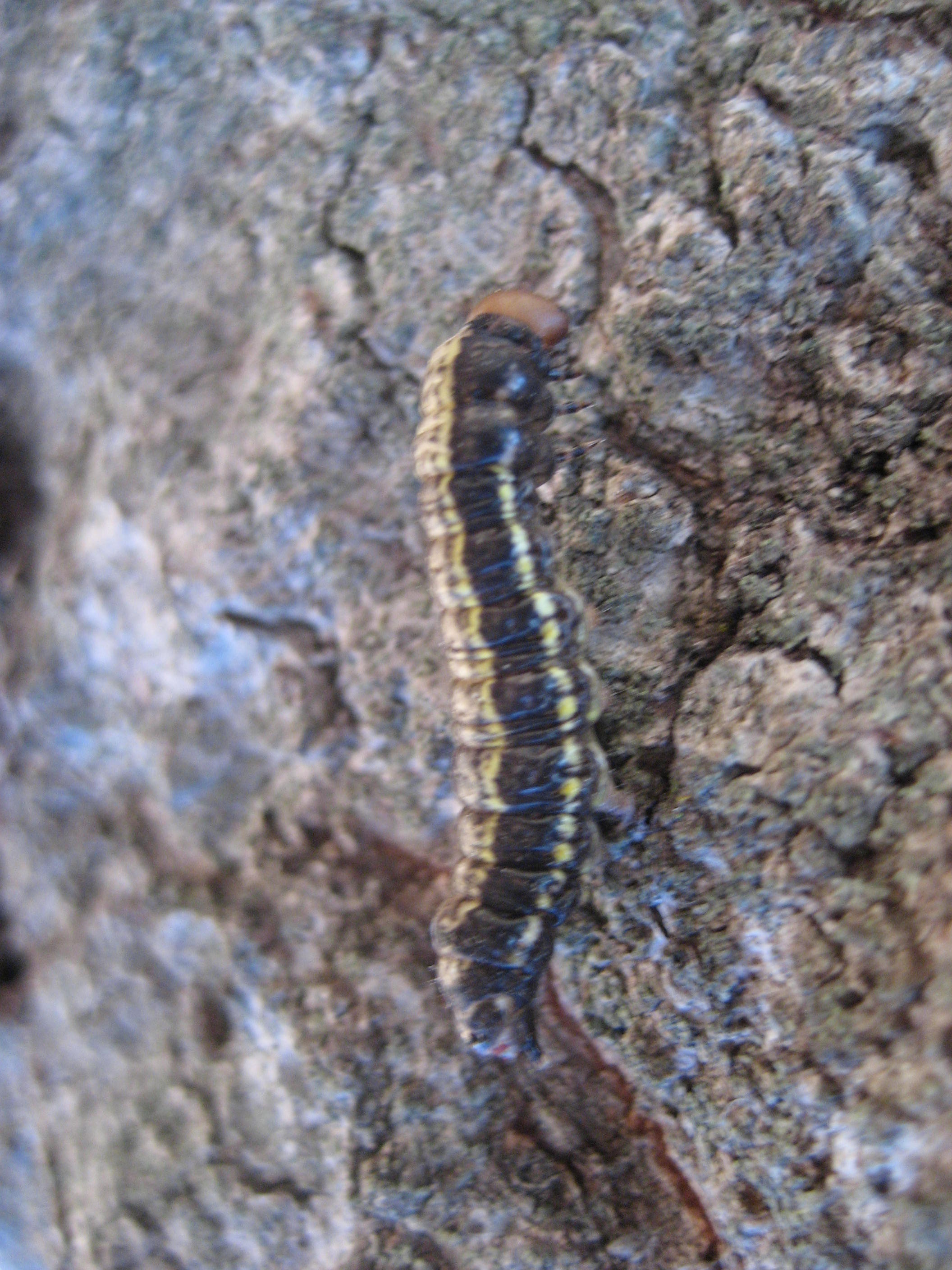
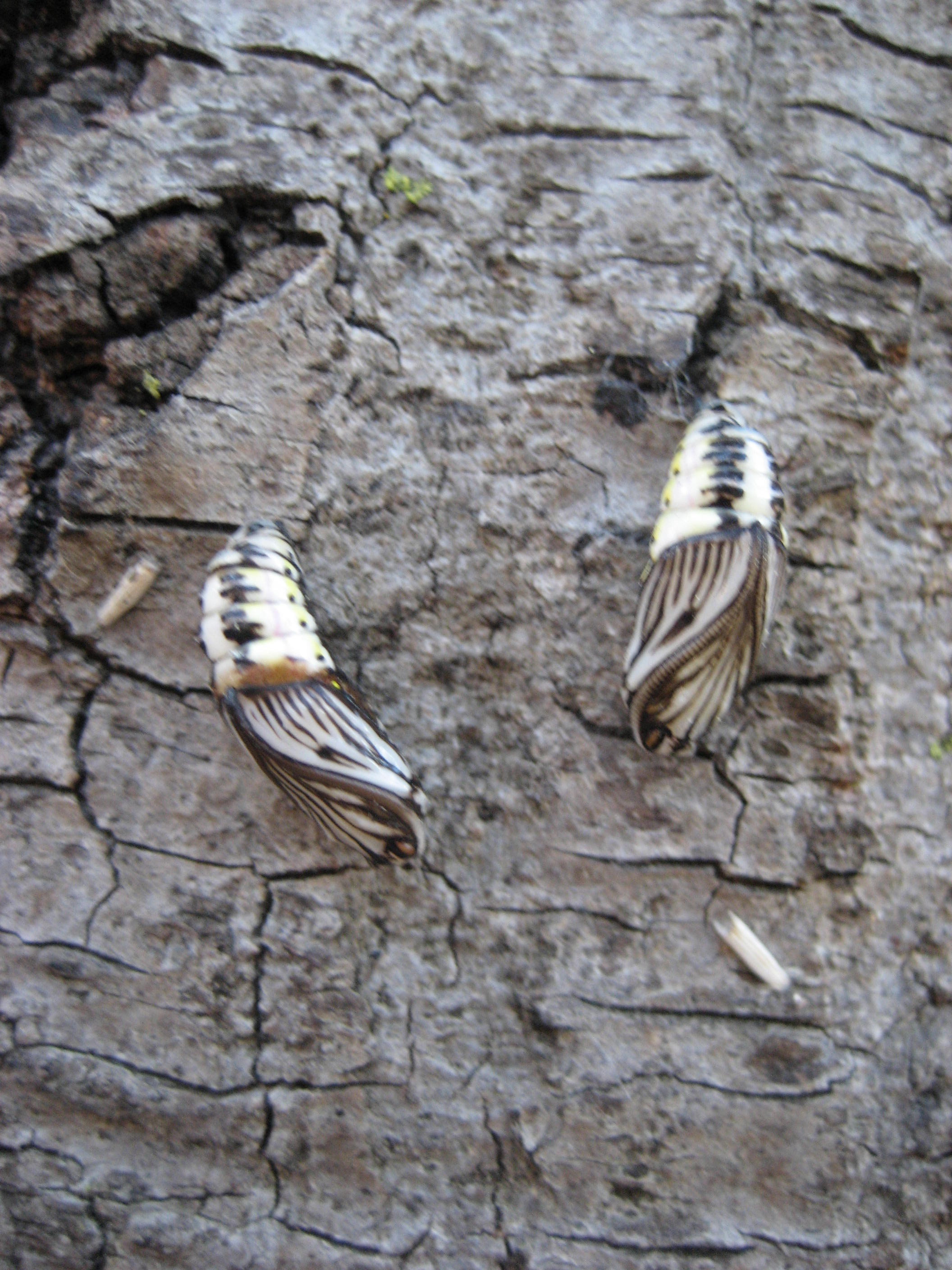
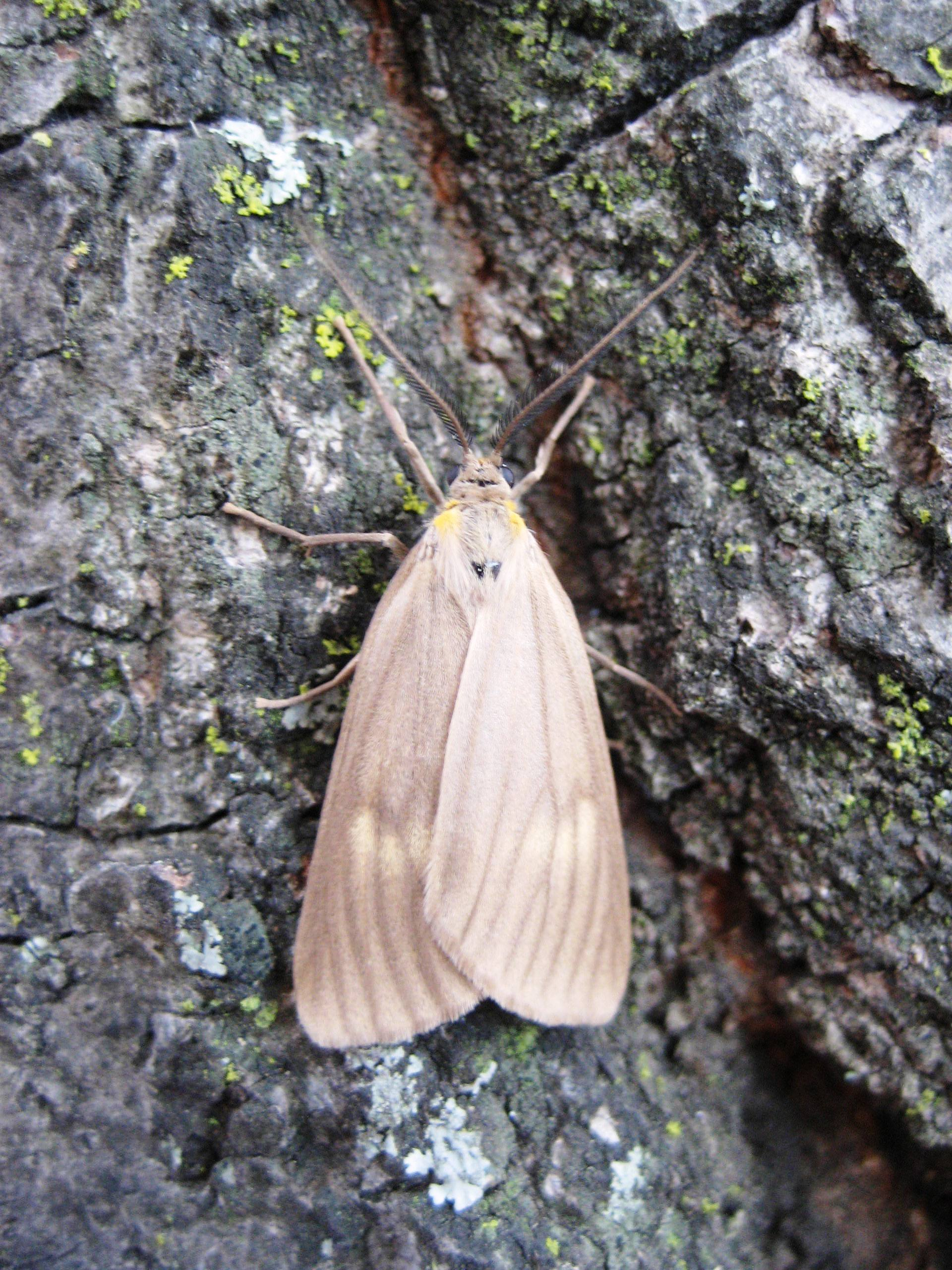